# دانا كاميرون
دانا كاميرون (بالإنجليزية: Dana Cameron)‏ (1965، ماساتشوستس في الولايات المتحدة)؛ روائية أمريكية.

## روابط خارجية
- دانا كاميرون على موقع IMDb (الإنجليزية)